# Horst Oldenburg
Pour les articles homonymes, voir Oldenburg.
Horst Oldenburg, né le 17 octobre 1939 à Dobra Nowogardzka, est un coureur cycliste allemand. Professionnel de 1961 à 1970, il remporte le Tour de Cologne à deux reprises, ainsi que le Tour de Berne et des étapes du Tour de Suisse et du Tour d'Allemagne. Il se consacre essentiellement à la piste durant les dernières années de sa carrière, notamment aux épreuves en couple. Il est ainsi champion d'Europe de l'américaine avec Dieter Kemper en 1968 et remporte dix courses de six jours.

## Palmarès et résultats

### Palmarès sur route
- 1961
  - 3ea, 3eb et 6e étapes du Tour d'Allemagne
  - Grand Prix Veith
  - 7e étape du Tour de Suisse
  - 3e du Tour des Quatre Cantons
- 1962
  - 2ea étape du Tour de l'Oise
  - 2e du Tour de l'Oise
  - 3e du championnat d'Allemagne sur route
  - 9e du championnat du monde sur route
- 1963
  - 2e étape du Tour de l'Oise (contre-la-montre par équipes)
  - 3e du Grand Prix Union Dortmund
  - 3e du championnat d'Allemagne sur route
  - 7e du Championnat de Zurich
- 1964
  - Tour de Cologne
  - 3e du Tour des Quatre Cantons
- 1965
  - Tour de Cologne
- 1966
  - Grand Prix de Baden-Baden
  - Tour du Nord-Ouest de la Suisse
  - 8e du Championnat de Zurich
- 1967
  - 5eb étape des Quatre Jours de Dunkerque
  - 9e du Championnat de Zurich

### Résultat sur le Tour de France
- 1961 : hors-délais (6e étape)
- 1967 : hors-délais (2e étape)

### Palmarès sur piste

#### Championnats d'Europe
- 1965
  -  Médaillé de bronze de l'américaine
- 1967
  -  Médaillé d'argent de l'américaine
- 1968
  -  Champion d'Europe de l'américaine (avec Dieter Kemper)
  -  Médaillé d'argent de l'américaine

#### Six jours
- 1964 : Münster (avec Dieter Kemper)
- 1966 : Münster (avec Dieter Kemper)
- 1967 : Melbourne, Berlin, Dortmund (avec Dieter Kemper)
- 1968 : Montréal (avec Leandro Faggin)
- 1969 : Cologne, Milan (avec Dieter Kemper), Berlin, Münster (avec Wolfgang Schulze)